# Borrelia burgdorferi
Borrelia burgdorferi és una espècie de bacteri de la classe Spirochaetes i del gènere Borrelia. És l'agent causant de la febre botonosa, una malaltia zoonòtica transmesa per paparres del gènere Ixodes. La Borrelia burgdorferi porta el seu nom en honor de l'investigador Willy Burgdorfer que la va aïllar el 1982 per primera vegada. El gènere porta el nom del biòleg francès Amédée Borrel (1867-1936).
És un dels bacteris patògens que pot sobreviure sense ferro, substituint tots els enzims de la família ferro-sulfur amb enzims que contenen manganès, evitant el problema que tenen molts bacteris patògens per aconseguir el ferro.Tenen endotoxines, com a factor principal de virulència. Com abans s'ha dit causen malalties zoonòtiques en humans transmeses principalment per les paparres i els polls, depenent de l'espècie. Entre aquestes malalties destaca la Malaltia de Lyme o borreliosi i la meningitis.

## Aspectes clínics de la infecció

### Malaltia de Lyme
La malaltia de Lyme és una patologia sistèmica provocada per diferents espècies de Borrelia que són transmeses per paparres del gènere Ixodes. Els agents causants d'aquesta malaltia són B. burgdorferi, B. garinii i B. afzelii. Afecta, sobretot, a la pell, el sistema nerviós, el cor i les articulacions. El seu principal símptoma és l'aparició d'una lesió cutània, anomenada eritema migrans, entre set i nou dies des que es produeix la picada de la paparra. L'eritema sol desaparèixer després d'unes setmanes fins i tot sense ser tractat, encara que pot reaparèixer on es va produir la picada o en llocs distants.
Si no es tracta la malaltia o si s'administra un tractament inadequat, poden aparèixer símptomes més greus com artritis, miocarditis o meningitis, a conseqüència de la disseminació del bacteri cap a les articulacions, el cor o el sistema nerviós, respectivament.

### Febres recurrents
Les infeccions per moltes espècies de Borrelia es caracteritzen per les febres recurrents, distingint dues formes principals: les epidèmiques, transmeses per polls, i les endèmiques, transmeses per paparres.
Aquestes febres recurrents es produeixen quan el bacteri, transmesa per un artròpode infectat, aconsegueix el torrent sanguini del mamífer. Després d'un període d'incubació de 4 a 18 dies en què es pot arribar a nivells de ¹⁰ ago bacteris per mil·lilitre de sang, apareixen els primers símptomes de la malaltia. Els símptomes més freqüents, que solen persistir durant un període d'entre 3 i 7 dies, són esgarrifances, febre, mals de cap i cansament. A continuació, es dona un període afebril de 5 a 10 dies després del qual pot haver-hi un nou episodi simptomàtic. Les recaigudes són conseqüència del mecanisme de variació antigènica de què disposen les diferents espècies de Borrelia, que els permet evadir la resposta immune.
Borrelia recurrentis, responsable de la forma més greu d'aquesta patologia, és l'única bacteri del gènere que és transmesa per polls. La taxa de mortalitat associada a les infeccions per aquest bacteri en absència de tractament és del 40%, mentre que les infeccions provocades per espècies transmeses per paparres no solen provocar la mort. En tots dos casos, les infeccions es poden tractar amb antibiòtics, disminuint la taxa de mortalitat associada a B. recurrentis fins a un 5% ia nivells fins i tot més baixos si el bacteri és transmesa per una paparra.

## Prevenció

### Eliminació de la paparra

Eliminació d'una paparra amb pinces

Les paparres ancorades a la pell s'hauran de retirar immediatament, ja que l'eliminació en 36 hores pot reduir les taxes de transmissió. Els remeis populars per a l'eliminació de les paparres tendeixen a ser ineficaços, no ofereixen avantatges en la prevenció de la transferència de malalties i poden augmentar els riscos de transmissió o infecció. El millor mètode és simplement treure la paparra amb pinces el més a prop possible de la pell, sense torçar-la i evitar triturar el cos de la paparra o treure el cap del cos de les paparres. El risc d'infecció augmenta amb el temps que s'adjunta la paparra, i si s'adjunta una paparra per menys de 24 hores, la infecció és poc probable. No obstant això, atès que aquestes paparres són molt petites, sobretot en el moment de la nimfa, la detecció ràpida és bastant difícil. La Societat Australasiana d'Immunologia Clínica i Al·lèrgia no recomana l'ús de pinces quan la persona pugui ser al·lèrgica, ja que pot provocar una anafilaxi. En comptes de pinces, es recomana matar primer la paparra utilitzant un producte que permeti congelar-la ràpidament per evitar així que s'injecti més saliva contenint al·lèrgens i, posteriorment, s'hauria de retirar la paparra en un lloc segur com una sala d'emergències d'un hospital.

### Antibiòtics preventius
El risc de transmissió infecciosa augmenta amb la durada de l'adhesió de la paparra. Requereix entre 36 i 48 hores d'adhesió al bacteri que fa que Lyme viatgi des de la paparra cap a la seva saliva. Si es troba una paparra de cérvol que té prou probabilitat de portar Borrelia a una persona i es retira, i si la paparra ha estat connectada durant 36 hores o està ancorada, una sola dosi de doxiciclina s'administra en les 72 hores posteriors a la seva eliminació. pot reduir el risc de malaltia de Lyme. Generalment no es recomana per a totes les persones mossegades, ja que el desenvolupament de la infecció és rar: caldria que es tractés al voltant de 50 persones picades d'aquesta manera per evitar un cas d'eritema migrans (és a dir, la típica erupció que es troba al voltant del 70-80% de les persones infectades).

### Exposició laboral
Els treballadors a l'exterior corren el risc de patir la malaltia de Lyme si treballen en llocs amb paparres infectades. El 2010, es va registrar el major nombre de casos confirmats de malaltia de Lyme a Nova Jersey, Pennsilvània, Wisconsin, Nova York, Massachusetts, Connecticut, Minnesota, Maryland, Virgínia, New Hampshire, Delaware i Maine. Els treballadors nord-americans dels estats del nord-est i del centre del nord tenen el major risc d'exposició a les paparres infectades. Les garrafes també poden transmetre altres malalties transmeses per les paparres als treballadors d'aquestes i d'altres regions del país. És probable que hi hagi llocs de treball amb fustes, arbusts, herbes altes o deixalles de fulles. Els treballadors a l'aire lliure han de tenir molta cura per protegir-se a finals de primavera i estiu quan les paparres joves siguin més actives.

## Tractament
Els antibiòtics són el tractament primari. L'enfocament específic del seu ús depèn de l'individu afectat i de l'estadi de la malaltia. Per a la majoria de les persones amb infeccions precoç localitzades, l'administració oral de doxiciclina és àmpliament recomanada com a primera opció, ja que és eficaç no només contra els bacteris de Borrelia, sinó també a diverses malalties portades per les paparres. La doxiciclina està contraindicada en nens menors de vuit anys i en dones embarassades o en lactància; alternatives a la doxiciclina són amoxicil·lina, cefuroxima axetil i azitromicina. Les persones amb infeccions difoses o tardanes poden tenir malalties cardíaques simptomàtiques, artritis de Lyme refractàries o símptomes neurològics com la meningitis o l'encefalitis. Es recomana l'administració intravenosa de ceftriaxona com a primera opció en aquests casos; les cefotaximes i la doxiciclina estan disponibles com a alternatives.

## Galeria

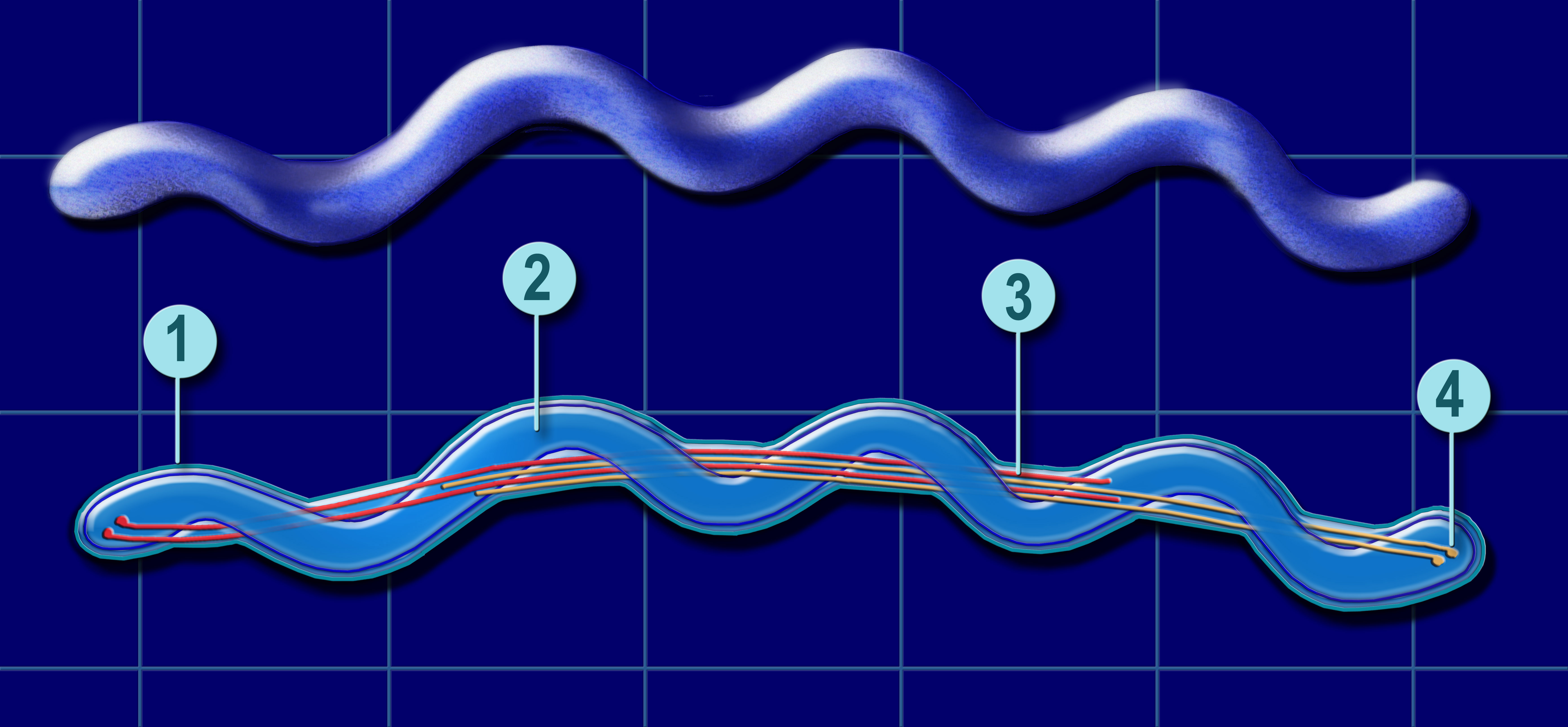
Disposició dels flagels en bacteris del gènere Borrelia. Els flagels es troben en l'espai periplasmàtic, ancorats als dos extrems de la membrana interna i envoltant el cilindre protoplasmàtic. 1 Membrana externa, 2 cilindre protoplasmàtic, 3 zona on els flagells de tots dos pols se superposen, 4 extrem on es troben ancorats els flagels.